# Golpe Avisa
Golpe Avisa è il sesto album in studio del gruppo musicale messicano Cartel de Santa.

## Tracce
1. Andamos Zumbando - 2:18
2. Si Te Vienen a Contar - 3:39
3. Suena Mamalona (ft. Campa) - 4:45
4. Es de Ley (ft. Draw) - 3:54
5. Bullyar - 3:39
6. Los Mensajes del Whatsapp - 3:33
7. Doctor Marihuano (ft. Big Man) - 4:26
8. Me Alegró de Su Odio - 4:27
9. Wacha, Están Mamando Riata - 3:26
10. A Ti Te Da Besitos - 3:14
11. Para Cada Loco (ft. Millonario) - 3:34
12. Lo Que Quiero Es Besarte - 3:10